# Lion Island (Palmer-Archipel)
Lion Island (von englisch lion ‚Löwe‘, in Argentinien und Chile gleichbedeutend Isla León) ist eine 2,5 km lange und 1,5 km breite Insel im Palmer-Archipel vor der Westküste der Antarktischen Halbinsel. Sie liegt vor der Ostküste der Anvers-Insel und 1,5 km nordöstlich des Kap Astrup am nördlichen Ende der Wiencke-Insel.
Teilnehmer der Belgica-Expedition (1897–1899) des belgischen Polarforschers Adrien de Gerlache de Gomery entdeckten sie. Der deskriptive Name der Insel ist erstmals auf einer Landkarte verzeichnet, die auf Vermessungen der britischen Discovery Investigations aus dem Jahr 1927 basiert. Aus südwestlicher Richtung betrachtet ähnelt das Profil der Insel einem liegenden Löwen.